# Streithausen
Streithausen – miejscowość i gmina w Niemczech, w kraju związkowym Nadrenia-Palatynat, w powiecie Westerwald. Wchodzi w skład gminy związkowej Hachenburg.